# Wilhelm Georg von Schack
Wilhelm Georg von Schack (* 5. Dezember 1751 in Berlin; † 14. März 1827 ebenda) war ein preußischer Generalmajor und Gouverneur des Prinzen Wilhelm von Preußen.

## Leben

### Herkunft
Seine Eltern waren der Geheime Oberfinanzrat Johann Georg von Schack (* 1694; † 5. Mai 1758) und dessen Ehefrau Anna Abigail, geborene von Hymmen († 22. Mai 1753). Der Generalmajor Friedrich Ludwig von Schack (1747–1829) war sein Bruder. Sein Neffe war Johann Georg Emil von Brause, Gouverneur des Prinzen Wilhelm und Kommandant der preußischen Kadettenanstalten.

### Militärkarriere
Schack kam im Jahr 1767 als Gefreitenkorporal in das Infanterieregiment „Radziwill“. Dort avancierte er bis 4. November 1773 zum Sekondeleutnant und nahm 1778/79 am Bayerischen Erbfolgekrieg teil. Nach dem Krieg wurde Schack am 4. Juni 1784 Premierleutnant, am 3. Oktober 1787 Stabskapitän sowie am 21. Februar 1790 Kapitän und Kompaniechef im Kadettenkorps. Dort wurde er am 24. Juni 1791 Major und am 24. September 1793 folgte seine Ernennung zum Direktor des neuerrichteten Kadetteninstituts in Kalisch. Am 5. März 1798 berief man Schack mit einem Gehalt von 2000 Talern zum Gouverneur des Prinzen Wilhelm von Preußen, eines Bruders des Königs Friedrich Wilhelm III. Am 6. Juni 1799 erfolgte die Ernennung zum Oberstleutnant und am 5. Juni 1801 die zum Oberst. Am 16. Januar 1804 wurde er dann als Assessor in das 2. Departement des Oberkriegskollegiums versetzt. Am 16. August 1806 erhielt er zudem eine Zulage von 500 Talern. Während des Vierten Koalitionskriegs war es seine Aufgabe, Waffen und Munition aus England und Schweden zu beschaffen. Eine schwierige Aufgabe, die er mit großem Erfolg durchführte. Ende 1807 wurde dann nach Königsberg geschickt, um für die Neuausrüstung der Armee zu sorgen.
Nach dem Krieg erhielt Schack am 26. Dezember 1808 den Abschied als Generalmajor mit Pension. Er starb am 14. März 1827 in Berlin und wurde am 19. März 1827 auf dem Garnisonfriedhof beigesetzt. Das Grabmal ist nicht erhalten.

### Familie
Schack heiratete am 22. September 1784 in Magdeburg Auguste Elisabeth Henriette von Borcke (* 30. November 1764; † 31. Januar 1830). Das Paar hatte mehrere Kinder:
- Ferdinand Wilhelm Karl (1786–1831), preußischer Generalmajor ⚭  Wilhelmine Auguste von Schütz (1790–1862)
- Ferdinand  (1787–1846), preußischer Generalmajor ⚭ Elmine Auguste Antonie von Somnitz (1793–1868)
- Karoline Wilhelmine (1789–1865) ⚭ Florian von Seydlitz (1777–1832), preußischer Generalmajor
- Hans Wilhelm (1791–1866), preußischer General der Infanterie ⚭ Luise Gräfin von Moltke (1793–1874)
- August (1793–1864), preußischer Generalmajor ⚭ Wilhelmine Freiin von Forstner (1802–1875)
- Georg Wilhelm (1795–1796)
- Wilhelmine Auguste (1801–1848) ⚭ Hans Karl Dietrich von Rochow (1791–1857)[3] Eltern[4] des durch ein Duell bekannt gewordenen Hans von Rochow-Plessow-Stülpe

Wilhelm Georg von Schack war schon als Oberst, seit mindestens 1808/1809, Freimaurer und dort nach den entsprechenden Mitgliedslisten in guter Gesellschaft.